# نزف داخل البطين
النزف داخل البطيني هو نزف في النظام البطينى للمخ، حيث يتم إنتاج السائل المخى شوكى وتداوله خلاله ليمر باتجاه المساحة تحت الطبقة العنكبوتية للمخ، يمكن أن تنجم عن الصدمات الجسدية أو النزف في حالة السكتة الدماغية.

## في الرُّضَّع

### أسبابه
هذا النوع من النزف شائع في الأطفال الرضع، بصفة خاصة الأطفال الذين ولدوا في وقت مبكر عن موعد ولادتهم والذين ولدوا بوزن أقل بدرجة كبيرة عن الطبيعي، وسبب النزف داخل البطيني في الأطفال الغير ناضجين (المولودين قبل الموعد الطبيعي) بخلاف الأطفال الأكبر سنا والبالغين يكون نادرا بسبب الصدمات الجسدية، وبدلا من ذلك فإنه غالبا ما يكون بسبب تغيرات في نضج الهياكل الخلوية الدقيقة في المخ المتنامى كما أنه يزداد بواسطة الدورة الدموية الدماغية الغير ناضجة والتي هي عُرضه بشكل خاص لالتهاب الدماغ الناتج عن نقص الإمداد الدموي، ويؤدى نقص التدفق الدموى إلى موت الخلايا وبالتالي انهيار جدران الأوعية الدموية، مما يؤدى اخيرا إلى النزف.
وفي حين يمكن أن يؤدى هذا النزف إلى مزيد من الضرر فإنه في حد ذاته إشارة إلى وجود الإصابة التي حدثت بالفعل، تصاب معظم الحالات بالنزف داخل البطينى في ال72 ساعة الأولى بعد الولادة، وتزداد المخاطرة باستخدام الأكسجين الخارجى للأطفال المولودين مبكراً عن موعد ولادتهم.
تختلف كمية النزف، فغالبا يوصف النزف داخل البطينى بأنه أربع درجات:
- الدرجة الأولى - النزف يحدث فقط في النسيج الغشائي الجنينى.
- الدرجة الثانية - النزف أيضا يحدث داخل البطينات، ولكنها ليست متوسعة.
- الدرجة الثالثة - يتم توسيع البطينين عن طريق الدم المتراكم.
- الدرجة الرابعة - النزف يمتد إلى أنسجة المخ حول البطينات.

الدرجات الأولى والثانية هما الأكثر شيوعا، غالبا لا يكون هناك أي مضاعفات أخرى. الدرجات الثالثة والرابعة هما الأكثر خطورة ويمكن أن تؤدى إلى إصابة الدماغ على المدى الطويل للرضيع، وبعد الدرجة الثالثة والرابعة من النزف داخل البطيني قد تتشكل الجلطات والتي تؤدى إلى إعاقة تدفق السائل المخي شوكي، مما يؤدي إلى زيادة تراكم السوائل في الدماغ (تضخم الدماغ).

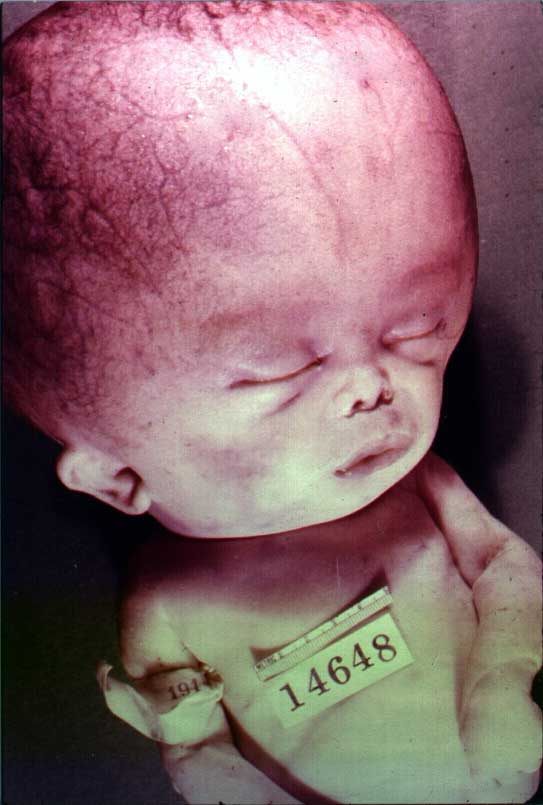
صورة قديمة لطفل مصاب بإستسقاء الرأس أو تضخم الدماغ

وقد تم استخدام العديد من العلاجات المختلفة لمنع ارتفاع معدلات الاعتلال والوفيات، بما في ذلك العلاجات المدرة للبول، والبزول القطنية المتكررة، وعلاجات الستربتوكيناز، وتم اكتشاف بعض المركبات الحديثة مؤخرا.
في عام 2002 قامت دراسة هولندية بتحليل بعض الحالات والتي قد تدخل فيها أخصائي حديثى الولادة وقام بتصريف السائل المخي شوكي بالثقوب القطنية أو البطنية إذا كان عرض البطين (كما توضح الأشعة بالموجات فوق الصوتية) قد تجاوز 97 مئوية بالإضافة إلى 4مم. وفي عام 2001 نشر تقرير مراجعة كوكرين الأصلي بالإضافة إلى أدلة من محاولات السيطرة على التجارب العشوائية السابقة أشارت إلى أن التدخلات يجب أن تُبنى على العلامات السريرية وأعراض التوسع البطيني، وقامت تجربة دولية بدلا من ذلك بالنظر إلى 97 مئوية القديمة بمقابل 97 مئوية بالإضافة إلى 4مم للتدخل وتصريف السائل المخي شوكي.

## في البالغين
30% من حالات النزف داخل البطيني تكون ابتدائية، وتقتصر على النظام البطيني وتحدث عادةً بسبب الصدمات داخل البطين، وتمدد الأوعية الدموية، والتشوهات الوعائية، والأورام خاصة أورام الضفيرة المشيمية، بينما ال70% المتبقية هي حالات ثانوية بطبيعتها، تنتج من تمدد الأنسجة الحيوية الموجودة أو نزف المساحة تحت الطبقة العنكبوتية، وقد تم اكتشاف أن النزف داخل البطينى يحدث في 35% من الحالات التي تتراوح بين صدمات دماغية معتدلة إلى صدمات دماغية خطيرة، وهذا النزف لا يحدث عادةً من دون أضرار واسعة النطاق ونادرا ما تكون آثاره جيدة.

### الأعراض والتشخيص
أعراض النزف داخل البطينى تعد مماثلة تماماً لأعراض أي نزف مخى آخر، وتشمل ظهور صداع مفاجئ وغثيان وقئ، بالإضافة إلى تغيرات في الحالة النفسية والعقلية وانخفاض مستوى الوعي، تكون علامات التنسيق العصبي في الحد الأدنى أو غائبة وقد تحدث أيضا بعض التشنجات والنوبات الجزئية أو الكلية، إصفرار، وتصبٌغ السائل المخى الشوكي باللون الأصفر. يتم التشخيص بواسطة التأكد من وجود دم في البطينات في الأشعة المقطعية.

### العلاج
يركز العلاج على الرصد والمراقبة ويجب أن يكون منجزاً مع الرعاية الطبية والخدمات للمرضى الداخليين حيث يتم يوضع المريض تحت الملاحظة بغرف العناية المركزة الخاصة بفاقدي الوعي أو الذين يعانون من انخفاض مستوى الوعي، وينبغي إيلاء اهتمام إضافي إلى مراقبة الضغط داخل الجمجمة عن طريق وضع القسطرة داخل البطين والأدوية للحفاظ على الضغط داخل الجمجمة بمستوى ثابت والحفاظ على ضغط الدم ونسبة تخثر الدم، وفي الحالات الأكثر خطورة قد تكون هناك حاجة للتصريف الخارجى للبطينات وذلك للحفاظ على الضغط داخل الجمجمة وللتخلص من النزف، وفي بعض الحالات القصوى قد يتطلب الأمر فتح التجويف القحفي، وفي حالات النزف داخل البطيني على جانب واحد حققت الطريقة المشتركة بين جراحة التوضيع التجسيمي وفتح التجويف الحقي نتائج واعدة.

### مصيره
يكون الوضع سئ للغاية عندما ينتج النزف داخل البطينى من نزف داخل المخ ومرتبط بارتفاع ضغط الدم ويكون أسوأ عندما يُتيع باستسقاء أو تضخم الرأس، ويمكن أن يؤدى أيضاً إلى ارتفاع الضغط داخل الجمجمة بشكل خطير وقد يسبب فتق الدماغ المميت والذي يمكنه أن يسبب الاعتلال والموت، أولاً يمكن أن يؤدى النزف داخل البطيني إلى جلطة في قنوات السائل النخاعي مما يمنع تدفقه ويؤدي إلى إستسقاء الرأس مما قد يؤدي بسرعة إلى زيادة الضغط داخل الجمجمة والموت، ثانياً نتاج تكسير الجلطة الدموية قد يؤدي إلى رد فعل واستجابة التهابية ربما تضر بالحبيبات العنكبوتية، مما يثبط الامتصاص المنتظم للسائل النخاعي وينتج عنه إستسقاء دماغى دائم.

## الحالات المصاحبة
ترتبط كدمات الدماغ ونزف تحت العنكبوتية عادةً مع النزف داخل البطيني. يمكن أن يتضمن النزف الشريان الموصل الأمامي والشريان الموصل الخلفي.
وفي كل من البالغين والرضَّع يمكن أن يسبب النزف داخل البطيني زيادة خطيرة في الضغط داخل الجمجمة، وتلف أنسجة المخ، وإستسقاء الرأس.

## وصلات خارجية
- 00511 على النص التشعبي التعاوني للأشعة (CHORUS)
- MedPix Image Database Ultrasound Pictures of Germinal Matrix IVH